# Биссеруп, Бьёрн
Бьёрн Ингеманн Биссеруп (дат. Bjørn Bisserup; род. 13 апреля 1960, Копенгаген) — датский военачальник, начальник штаба обороны Дании, исполнявший обязанности начальника обороны (министр обороны) Дании (2009—2012), главнокомандующий Вооруженными силами Дании, действующий начальник обороны (министр обороны) Дании (с 2017), четырёхзвёздный генерал.

## Биография
В 1985—1989 и 1990—1994 годах служил в лейб-гвардейском полку, был командиром взвода, штабным сотрудником, в 1988—1989 годах — командиром роты лейб-полка.
В 1994 году окончил Датскую королевскую военную академию. Обучался на командно-штабных курсах в 1991 и 1994—1995 годах. Служил офицером батальона по планированию операций и разведке Контингента Вооруженных силах Организации Объединенных Наций по поддержанию мира на Кипре.
В 1995—1997 годах — офицер штаба отделения материально-технического снабжения командования обороны Дании. В 1997—2000 годах служил в Министерстве обороны Дании, в 2000—2002 годах — командир батальона Королевской лейб-гвардии. В 2003—2004 годах занимал должность начальника управления Министерства обороны, в 2004—2008 годах — заместитель государственного секретаря по обороне Дании.
Исполнявший обязанности начальника обороны (министр обороны) Дании (2009—2012).
10 января 2017 года назначен главнокомандующим Вооруженными силами Дании, начальником обороны (министр обороны) Дании.
Сменил на этом посту Петера Бартрама.
Является одним из наиболее активных сторонников миссии воздушной полиции НАТО в странах Балтии.
По рекомендации министра обороны королевским указом, вступающим в силу с 1 декабря 2020 года, новым главой оборонного ведомства назначен генерал-лейтенант Флемминг Лентфер.

## Продвижение по службе
- 1984 — Лейтенант
- 1988 — Капитан
- 2000 — Подполковник
- 2004 — Полковник
- 2008 — Генерал-майор
- 2008 — Генерал-адъютант
- 2017 — Четырёхзвёздный генерал

## Награды
- Командор Ордена Недотрога
- Армейская медаль за выслугу лет
- Орден за заслуги перед ополчением
- Медаль обороны за международную службу 1948—2009 гг.
- Медаль готовности к спасению
- Почётная медаль Ассоциации офицеров запаса Дании
- Почётная медаль голубых беретов
- Медаль ООН за ВСООНК
- Значок Датского парашютиста